# Satake Yoshiharu
Satake Yoshiharu (佐竹 義明, 1723-1758)  foi o 25º líder do clã Satake e o 7º Daimiô do domínio de Kubota na província de Dewa durante o Xogunato Tokugawa.

## Biografia
Yoshimasa foi o filho mais velho de Satake Yoshimichi, 2º Daimiō de Iwasaki, sua mãe se chamava Meikyō-in e era filha de Satake Yoshinaga 1º Daimiō de Iwasaki'.
Em 28 de março de 1737, Yoshiharu na companhia de seu pai Yoshimichi foi apresentado oficialmente ao shōgun Yoshimune.
Em 3 de setembro 1753, após a morte, Yoshimasa , Yoshiharu foi adotado como seu filho tardio, passando a herdar a liderança do Clã Satake e o Domínio Kubota. 
Em 1º de novembro do mesmo ano, foi apresentado oficialmente ao shōgun Ieshige e em 18 de dezembro, foi nomeado
Ju shi i ge (従四位下, Oficial júnior de quarto escalão), Jijū (侍 従, Moço de câmara), além de ser concedido o título de Ukyō-Dayu (右京大夫, chefe de gabinete da Imperatriz mãe). 
Em julho de 1754, como medida contra a diminuição da safra de arroz, Yoshiharu aumentou a emissão de hansatsu (藩 札, certificados do domínio que tinha seu valor nominal em prata) autorizado pelo xogunato. Ocorre que os comerciantes devido a alterações constantes do mercado norte-americano, passaram a recusar os hansatsu. Esta tensão levou em 1757 a eclosão do Conflito Satake (佐竹騒动, Satake-sodo) que gerou uma comoção muito grande por vários meses terminando por fim com a perda do direito de exploração de uma mina de cobre que existia na propriedade. 
Em 18 de março de 1758, Yoshiharu morreu no castelo de Kubota aos 36 anos. Seu filho mais velho Yoshiatsu assumiu seus títulos. Seu túmulo está localizado no Tentoku-ji, o templo do clã em Akita.